# Canton de Molsheim
Le canton de Molsheim est une circonscription électorale française située dans le département du Bas-Rhin, dans la collectivité européenne d'Alsace.

## Histoire
Par décret du 18 février 2014, le nombre de cantons du département est divisé par deux, avec mise en application aux élections départementales de mars 2015. Le canton de Molsheim est conservé et s'agrandit. Il passe de 20 à 31 communes.

## Représentation

### Conseillers généraux de 1833 à 2015
| Période                                  | Période          | Identité             | Étiquette                      | Qualité |
| ---------------------------------------- | ---------------- | -------------------- | ------------------------------ | --- |
| 1833                                     | 1848             | Jean-Pierre Carl     |                                | Maire de Molsheim (1829-1848) |
| 1848                                     | 1871             | Charles Prost        |                                | Propriétaire, maire de Molsheim (1865-1870) |
| 1871                                     | 1919             | occupation allemande |                                | |
| 1919                                     | 1922             | Paul Jehl            | Union Patriotique Républicaine | Maire de Molsheim (1909-1933) |
| 1922                                     | 1940             | Paul Guri            | URD                            | Médecin - Maire d'Urmatt |
|                                          |                  |                      |                                | |
| 1945                                     | 1958             | Georges Bornert      | MRP                            | Chanoine Curé-doyen de Molsheim |
| 1958                                     | 1966 (décès)     | Henri Meck           | MRP                            | Syndicaliste CFTC Député (1928-1940 et 1945-1966) Maire de Molsheim (1933-1940 et 1945-1966) Président du Conseil Général (1960-1966) Ancien conseiller général du Canton de Schirmeck |
| 1966                                     | 1977 (décès)     | Louis Hickel         | UDRpuis RPR                    | Médecin généraliste, conseiller municipal de Molsheim |
| 1977                                     | 1994             | Pierre Klingenfus    | RPR                            | Contrôleur des lois d'Aide sociale Maire de Molsheim (1971-1995) Conseiller régional (1972-1986, 1989-1992)                                                                            |
| 1994                                     | 2001             | Antoine Klein        | DVD                            | Maire d'Altorf (1983-2001) Député suppléant d'Alain Ferry (1993-2002) |
| 2001                                     | 2012 (démission) | Laurent Furst        | PR-UMP                         | Directeur d'hôpital Maire de Molsheim (1995-2017 et depuis 2020), Suppléant du député Alain Ferry (2002-2012) Député (2012-2020)                                                       |
| 2012                                     | 2015             | Laurence Jost        | UMP                            | Adjointe au maire de Lutzelhouse |
| Les données manquantes sont à compléter. |                  |                      |                                | |

### Conseillers d'arrondissement (de 1833 à 1871 et de 1919 à 1940)
Le canton de Molsheim appartenait à l'arrondissement de Strasbourg.
Il avait deux conseillers d'arrondissement à partir de 1919.
| Période                                  | Période | Identité                              | Étiquette | Qualité |
| ---------------------------------------- | ------- | ------------------------------------- | --------- | --- |
| 1833                                     | 1848    | Michel Aloys Joseph Fuchs (1784-1863) |           | Pharmacien à Molsheim                                                                                       |
|                                          |         |                                       |           | |
|                                          | 1940    | M. Eberlin                            | Droite    | Professeur d'agriculture, adjoint au maire de Molsheim                                                      |
|                                          | 1940    | Alphonse Klayele                      | Droite    | Maire de Mutzig                                                                                             |
| 1940                                     |         |                                       |           | Les conseils d'arrondissement ont été suspendus par la loi du 12 octobre 1940 et n'ont jamais été réactivés |
| Les données manquantes sont à compléter. |         |                                       |           | |

### Conseillers départementaux depuis 2015
| Période élective | Période élective | Mandat | Mandat   | Identité         | Nuance | Nuance | Qualité |
| ---------------- | ---------------- | ------ | -------- | ---------------- | ------ | ------ | --- |
| 2015             | 2021             | 2015   | 2021     | Chantal Jeanpert |        | UDI    | Adjointe au Maire de Molsheim |
| 2015             | 2021             | 2015   | 2021     | Philippe Meyer   |        | LR     | Professeur Ancien conseiller général du canton de Rosheim (2008-2015) Ancien maire de Bœrsch (2001-2020) Vice-président du conseil départemental (2015-2020) Suppléant du député Laurent Furst, puis Député de la 6e circonscription du Bas-Rhin (2020-2022) |
| 2021             | 2028             | 2021   | en cours | Chantal Jeanpert |        | UDI    | Conseillère sortante |
| 2021             | 2028             | 2021   | en cours | Philippe Meyer   |        | LR     | Conseiller sortant |

À l'issue du 1er tour des élections départementales de 2015, deux binômes sont en ballotage : Chantal Jeanpert et Philippe Meyer (UMP, 28,67 %) et Emmanuelle Griset et Hugo Puebla (FN, 26,3 %). Le taux de participation est de 51,31 % (21 724 votants sur 42 337 inscrits) contre 47,83 % au niveau départemental et 50,17 % au niveau national.
Au second tour, Chantal Jeanpert et Philippe Meyer (UMP) sont élus avec 67,58 % des suffrages exprimés et un taux de participation de 50,11 % (13 327 voix pour 21 214 votants et 42 334 inscrits).

## Composition

### Composition avant 2015
Le canton de Molsheim regroupait 20 communes.
| Nom                  | Code Insee | Codepostal | Superficie (km2) | Population (dernière pop. légale) | Densité (hab./km2) |
| -------------------- | ---------- | ---------- | ---------------- | --------------------------------- | ------------------ |
| Molsheim (chef-lieu) | 67300      | 67120      | 10,85            | 9 227 (2012)                      | 850                |
| Altorf               | 67008      | 67120      | 10,19            | 1 280 (2012)                      | 126                |
| Avolsheim            | 67016      | 67120      | 1,83             | 726 (2012)                        | 397                |
| Dachstein            | 67080      | 67120      | 7,46             | 1 702 (2012)                      | 228                |
| Dinsheim-sur-Bruche  | 67098      | 67190      | 4,98             | 1 378 (2012)                      | 277                |
| Dorlisheim           | 67101      | 67120      | 11,53            | 2 507 (2012)                      | 217                |
| Duttlenheim          | 67112      | 67120      | 8,60             | 2 807 (2012)                      | 326                |
| Ergersheim           | 67127      | 67120      | 6,51             | 1 252 (2012)                      | 192                |
| Ernolsheim-Bruche    | 67128      | 67120      | 6,59             | 1 773 (2012)                      | 269                |
| Gresswiller          | 67168      | 67190      | 9,27             | 1 629 (2012)                      | 176                |
| Heiligenberg         | 67188      | 67190      | 5,47             | 646 (2012)                        | 118                |
| Lutzelhouse          | 67276      | 67130      | 28,58            | 1 849 (2012)                      | 65                 |
| Muhlbach-sur-Bruche  | 67306      | 67130      | 8,38             | 647 (2012)                        | 77                 |
| Mutzig               | 67313      | 67190      | 8,01             | 5 820 (2012)                      | 727                |
| Niederhaslach        | 67325      | 67280      | 6,63             | 1 399 (2012)                      | 211                |
| Oberhaslach          | 67342      | 67280      | 25,22            | 1 773 (2012)                      | 70                 |
| Soultz-les-Bains     | 67473      | 67120      | 3,55             | 949 (2012)                        | 267                |
| Still                | 67480      | 67190      | 23,20            | 1 790 (2012)                      | 77                 |
| Urmatt               | 67500      | 67280      | 13,83            | 1 474 (2012)                      | 107                |
| Wolxheim             | 67554      | 67120      | 2,92             | 880 (2012)                        | 301                |

### Composition depuis 2015
À la suite du redécoupage cantonal de 2014, le canton compte désormais 31 communes.
| Nom                              | Code Insee | Intercommunalité                   | Superficie (km2) | Population (dernière pop. légale) | Densité (hab./km2) | Modifier                                    |
| -------------------------------- | ---------- | ---------------------------------- | ---------------- | --------------------------------- | ------------------ | ------------------------------------------- |
| Molsheim (bureau centralisateur) | 67300      | CC de la Région de Molsheim-Mutzig | 10,85            | 9 328 (2022)                      | 860                | modifier les données · modifier les données |
| Altorf                           | 67008      | CC de la Région de Molsheim-Mutzig | 10,19            | 1 445 (2022)                      | 142                | modifier les données · modifier les données |
| Avolsheim                        | 67016      | CC de la Région de Molsheim-Mutzig | 1,83             | 766 (2022)                        | 419                | modifier les données · modifier les données |
| Bergbieten                       | 67030      | CC de la Mossig et du Vignoble     | 4,24             | 725 (2022)                        | 171                | modifier les données · modifier les données |
| Bischoffsheim                    | 67045      | CC des Portes de Rosheim           | 12,33            | 3 360 (2022)                      | 273                | modifier les données · modifier les données |
| Bœrsch                           | 67052      | CC des Portes de Rosheim           | 23,39            | 2 435 (2022)                      | 104                | modifier les données · modifier les données |
| Dachstein                        | 67080      | CC de la Région de Molsheim-Mutzig | 7,46             | 1 755 (2022)                      | 235                | modifier les données · modifier les données |
| Dahlenheim                       | 67081      | CC de la Mossig et du Vignoble     | 5,35             | 787 (2022)                        | 147                | modifier les données · modifier les données |
| Dangolsheim                      | 67085      | CC de la Mossig et du Vignoble     | 4,47             | 689 (2022)                        | 154                | modifier les données · modifier les données |
| Dorlisheim                       | 67101      | CC de la Région de Molsheim-Mutzig | 11,53            | 2 626 (2022)                      | 228                | modifier les données · modifier les données |
| Duppigheim                       | 67108      | CC de la Région de Molsheim-Mutzig | 7,38             | 1 873 (2022)                      | 254                | modifier les données · modifier les données |
| Duttlenheim                      | 67112      | CC de la Région de Molsheim-Mutzig | 8,60             | 2 957 (2022)                      | 344                | modifier les données · modifier les données |
| Ergersheim                       | 67127      | CC de la Région de Molsheim-Mutzig | 6,51             | 1 467 (2022)                      | 225                | modifier les données · modifier les données |
| Ernolsheim-Bruche                | 67128      | CC de la Région de Molsheim-Mutzig | 6,59             | 1 920 (2022)                      | 291                | modifier les données · modifier les données |
| Flexbourg                        | 67139      | CC de la Mossig et du Vignoble     | 1,70             | 481 (2022)                        | 283                | modifier les données · modifier les données |
| Grendelbruch                     | 67167      | CC des Portes de Rosheim           | 14,63            | 1 224 (2022)                      | 84                 | modifier les données · modifier les données |
| Griesheim-près-Molsheim          | 67172      | CC des Portes de Rosheim           | 4,62             | 2 341 (2022)                      | 507                | modifier les données · modifier les données |
| Innenheim                        | 67223      | CC du Pays de Sainte-Odile         | 6,24             | 1 240 (2022)                      | 199                | modifier les données · modifier les données |
| Kirchheim                        | 67240      | CC de la Mossig et du Vignoble     | 2,30             | 697 (2022)                        | 303                | modifier les données · modifier les données |
| Marlenheim                       | 67282      | CC de la Mossig et du Vignoble     | 14,59            | 4 200 (2022)                      | 288                | modifier les données · modifier les données |
| Mollkirch                        | 67299      | CC des Portes de Rosheim           | 12,47            | 881 (2022)                        | 71                 | modifier les données · modifier les données |
| Nordheim                         | 67335      | CC de la Mossig et du Vignoble     | 6,32             | 947 (2022)                        | 150                | modifier les données · modifier les données |
| Odratzheim                       | 67354      | CC de la Mossig et du Vignoble     | 1,54             | 526 (2022)                        | 342                | modifier les données · modifier les données |
| Ottrott                          | 67368      | CC des Portes de Rosheim           | 28,89            | 1 594 (2022)                      | 55                 | modifier les données · modifier les données |
| Rosenwiller                      | 67410      | CC des Portes de Rosheim           | 5,50             | 640 (2022)                        | 116                | modifier les données · modifier les données |
| Rosheim                          | 67411      | CC des Portes de Rosheim           | 29,55            | 5 409 (2022)                      | 183                | modifier les données · modifier les données |
| Saint-Nabor                      | 67428      | CC des Portes de Rosheim           | 1,89             | 511 (2022)                        | 270                | modifier les données · modifier les données |
| Scharrachbergheim-Irmstett       | 67442      | CC de la Mossig et du Vignoble     | 3,22             | 1 320 (2022)                      | 410                | modifier les données · modifier les données |
| Soultz-les-Bains                 | 67473      | CC de la Région de Molsheim-Mutzig | 3,55             | 946 (2022)                        | 266                | modifier les données · modifier les données |
| Wangen                           | 67517      | CC de la Mossig et du Vignoble     | 3,87             | 637 (2022)                        | 165                | modifier les données · modifier les données |
| Wolxheim                         | 67554      | CC de la Région de Molsheim-Mutzig | 2,92             | 963 (2022)                        | 330                | modifier les données · modifier les données |
| Canton de Molsheim               | 6710       |                                    | 264,52           | 56 690 (2022)                     | 214                | modifier les données                        |

## Démographie

### Démographie avant 2015
| 1962   | 1968   | 1975   | 1982   | 1990   | 1999   | 2006   | 2011   | 2012   |
| ------ | ------ | ------ | ------ | ------ | ------ | ------ | ------ | ------ |
| 24 096 | 26 040 | 28 228 | 30 251 | 33 093 | 37 503 | 40 057 | 41 055 | 41 508 |

### Démographie depuis 2015
En 2022, le canton comptait 56 690 habitants, en évolution de +2,73 % par rapport à 2016 (Bas-Rhin : +3,17 %, France hors Mayotte : +2,11 %).
| 2013   | 2018   | 2022   |
| ------ | ------ | ------ |
| 54 323 | 55 730 | 56 690 |